# فرانك براون (لاعب كرة قدم أسترالية)
فرانك براون (بالإنجليزية: Frank Brown)‏ هو لاعب كرة قدم أسترالية أسترالي، ولد في 13 نوفمبر 1887 في Berwick, Victoria ‏ في أستراليا، وتوفي في 26 نوفمبر 1928 في St Kilda, Victoria ‏ في أستراليا.

## وصلات خارجية
- فرانك براون على موقع AustralianFootball.com (الإنجليزية)
- فرانك براون على موقع AFLtables.com (الإنجليزية)